# Claes-Göran Östenson
Claes-Göran Östenson (folkbokförd Claes Göran Östensson), född 27 mars 1949 i Skänninge församling i Östergötlands län, är en svensk läkare och professor i endokrinologi.
Östenson blev legitimerad läkare i Uppsala 1974, medicine doktor vid Uppsala universitet 1979, docent i medicinsk cellbiologi 1982 i Uppsala och i endokrinologi 1986 vid Karolinska Institutet i Stockholm. Han blev specialist 1986 i endokrinologi och diabetes, samt professor i endokrinologi 1999 vid Karolinska Institutet (KI), Solna. Från 2016 senior professor vid KI.
Östenson har även sedan 2006 deltagit som sakkunnig i projektgruppen för riktlinjer för diabetesvården, Socialstyrelsen, sedan 2010 som medlem av vetenskapliga rådet, Läkemedelsverket, Uppsala. Östenson är också medlem av styrelsen för Diabetesfonden, Svenska Diabetesförbundet, och är också huvudansvarig genom SKL (Sveriges Kommuner och Landsting) för att kvalitetsgranska vården vid samtliga svenska diabetesmottagningar. Östenson har även  varit huvudansvarig för att arrangera den europeiska diabeteskonferensen (EASD) i Stockholm 2010 och därefter medlem av Panel of Guidelines, som granskat diabetesriktlinjer inom EASD, fram till 2015.
Östenson har publicerat mer än 360 vetenskapliga skrifter, främst inom området experimentell och klinisk diabetesforskning, samt handlett mer än 25 doktorander till medicine doktorsexamen.